# ヘンリー・ヘンネ
ヘンリー・ヘンネ（Henry Henne、1918年10月21日 - 2002年6月29日）は、ノルウェー、ベルゲン出身の言語学者である。

## 生涯
ストックホルム大学の卒業（1948）。中国の客家語の研究をした。十数か国語を話したといわれ、国際基督教大学（1958–63および1965–66）、コーネル大学（1966–83）、オスロ大学（1966-81）、ベルゲン大学（1981–88）、ノルウェー経済大学（Norwegian School of Economics、1988-92）で語学・言語学を教えた。  

## 逸話
国際基督教大学（ICU）では数か国語を教え、キャンパス内の家でのオープンハウス・パーティーで、十何人の学生も参加して自己紹介をして参加したところ、彼らの名前をすべて覚えていて話しかけてきたという。 

## 著書
- A Handbook on Chinese Language Structure by Henry Henne et al (Oslo: Scandinavian University Books, 1978/01)